# Campichthys tryoni
Campichthys tryoni är en fiskart som först beskrevs av Ogilby 1890.  Campichthys tryoni ingår i släktet Campichthys och familjen kantnålsfiskar. Inga underarter finns listade.